# آرامگاه عرب‌آتا
آرامگاه عَرَب‌آتا (ازبکی: Аработа мақбараси ،Arabota maqbarasi) یک مقبره مکعبی‌شکل و گنبدی شکل است که در سال‌های ۹۷۷ تا ۹۷۸ میلادی در روستای تیم ولایت سمرقند ازبکستان ساخته شد.
این مقبره که در قرن دهم در بالای یک تپه سه‌گوش در حدود ۱۰۰ کیلومتری غرب شهر سمرقند ساخته شده‌است، شکاف مهمی را در درک تکامل معماری آرامگاه در آسیای میانه پر می‌کند. این بنا به دلیل اهمیت معماری و تاریخی که دارد در ۱۸ ژانویه ۲۰۰۸ در رده فرهنگی به فهرست موقت میراث جهانی یونسکو اضافه شد.
نام آن در ازبکی به معنی «بابا-عرب» است. مردم محلی از وجه تسمیه آن اطلاعی ندارند. این نام شاید نشانه‌ای از این است که مقبره بر فراز گور یکی از فاتحان عرب که در قرن هشتم در این مکان پرجمعیت کشته شد، ساخته شده‌است.

## اهمیت
برای مدت طولانی، این مقبره به دلیل موقعیت دورافتاده آن در بیابان بین شهرهای مهم معماری و فرهنگی، بخارا و سمرقند، مورد توجه کمی قرار گرفت. تنها در قرن بیستم این بنا به عنوان مقبره دوباره کشف شد و موضوع اولین مطالعات علمی شد. امروزه این بنا به عنوان گواه مرحله مهمی در توسعه معماری اسلامی در منطقه به‌شمار می‌رود.
این بنا که از آثار کهن گنبدسازی سبک ایرانی در آسیای میانه است در سال ۱۹۵۸ توسط یک دانشمند جغرافیدان به نام پروفسور ان. لئونوف در روستای تیم، در منطقه بیابانی جنوب شهر کَته‌قُرغان کشف شد.
به لطف دو ساختمان، یعنی آرامگاه اسماعیل سامانی و عرب‌آتا، می‌توان زیبایی معماری بخارا را در دوران شکوفایی آن درک کرد. این دو شاهکار اوایل قرون وسطی دوران معماری سغدی را تکمیل می‌کنند و شخصیت جدیدی از تزئین را پدید می‌آورند که شکوفایی کامل آن بعداً می‌آید.

## پیشینه
این آرامگاه در زمان فرمانروای سامانیان، نوح بن منصور در سال ۹۷۷/۷۸ ساخته شد. به این ترتیب حدود ۷۰ سال پس از آرامگاه سامانیان در بخارا ساخته شده‌است. آرامگاه عرب‌آتا با آرامگاه سامانیان که به عنوان شناخته شده‌ترین بنای دوره سامانیان معروف است، سبکی مشابه دارد. اهمیت معماری-تاریخی مقبره عرب‌آتا در مقایسه با این بنای قبلی، با توسعه پیش‌طاق، طاق سردری به‌یادماندنی و مقرنس به عنوان گذار از پایه مستطیل شکل بنا به گنبد مدور، آشکار می‌شود و نشان‌دهنده مراحل مهمی در توسعه معماری اسلامی در آسیای مرکزی است. کارکرد دقیق این بنا امروزه دیگر مشخص نیست، بنابر سنت محلی مقبره به عنوان محل دفن یک فاتح عرب ساخته شده‌است که هویتش امروز نامشخص است.

## ویژگی‌های معماری
آرامگاه عرب‌آتا بنایی مستقل در پای تپه است. ابعاد بیرونی بنا ۸٫۰ × ۸٫۷ متر است، نمای داخلی مربع به طول ضلع پنج متر است که همتای مقبره سامانیان بخارا است و دارای پلان ساختمانی مربع است. سردر بنای مقبره با پیش‌تاق و ایوان مسطح از دیگر ویژگی‌های معماری اسلامی منطقه است. در بالای ایوان سه طاقچه کور پلکانی مستطیل‌شکل وجود دارد. در گوشه‌های بنا ستون‌های چند ضلعی وجود دارد که با آجرهای پلکانی تزئین شده‌اند. انتقال به گنبد مسطح سازه توسط مقرنس شکل گرفته‌است. مقبره عرب‌آتا یکی از قدیمی‌ترین بناهای باقی مانده در استفاده از این تکنیک است که به ویژگی سبکی معماری اسلامی تبدیل شده‌است.
این بنا کهن‌ترین نمونه از آرامگاه‌های دارای گنبد و سردر در آسیای میانه است. یکی از ویژگی‌های جالب توجه در این بنا در ساخت گنبد دیده می‌شود که گرچه از شیوه نوپای تبدیل مربع به هشت پیروی می‌کند، اما با ایجاد تاق‌بندی متنوع‌تر،
شکل جدیدی را برای تبدیل زمینه هشت به شانزده ضلعی و نهایتاً تبدیل به دایره ارائه می‌کند. ساخت پیشانی بلند در نمای
اصلی مسجد و کاربرد گچ‌بری در بین لایه‌های آجری از دیگر ابتکارات نوپدید در این بنا است.
ویژگی ساختمان این است که به سنگ‌تراشی زوجیِ نماها با برجسته کردن درزهای منفرد، خصلت زینتی داده شده‌است. در نماهای غربی و شرقی، درزهای عمودی گسترده با برش‌های موازی دوتایی تزئین شده‌است - پس از رسیدن به درز افقی بین جفت، چنین برشی در امتداد آن می‌چرخد تا به درز عمودی بعدی بپیوندد. در نتیجه، خطوط پلکانی مورب تشکیل می‌شود، یک الگوی هندسی که بر روی سنگ‌تراشی قرار گرفته و مطابق با ساختار آن است.
در کتیبه کوفی سردر بنا، تاریخ ۳۶۷ هجری قمری، یعنی ۹۷۷/۹۷۸ میلادی حفظ شده‌است. از آنجایی که سنگ نبشته‌ها معمولاً روز و ماه مرگ مدفون را نشان می‌دادند که در اینجا نیست، محققان مقبره معتقدند تاریخ روی سردر به معنای زمان ساخت است. اما نظر دیگری نیز وجود دارد که بر اساس آن مقبره در قرن یازدهم ساخته شده‌است. به‌طور کلی، ساختمان به خوبی حفظ شده‌است. فقط بالای درگاه فرو ریخته بود که در محل آن یک درگاه کوچک به شکل نامنظم پدید آمده بود. یکی از ستون‌های گوشه‌ای حفظ نشده بود، قسمت‌های پایینی دیوارها با سنگ‌ها پوشانده شده بود، و یک تکیه‌گاه عظیم به عقب وصل شده بود که نمای جزئی آن بازسازی شده‌است.